# Saint-Bômer-les-Forges
Saint-Bômer-les-Forges – miejscowość i gmina we Francji, w regionie Normandia, w departamencie Orne.
Według danych na rok 1990 gminę zamieszkiwało 875 osób, a gęstość zaludnienia wynosiła 28 osób/km² (wśród 1815 gmin Dolnej Normandii Saint-Bômer-les-Forges plasuje się na 258. miejscu pod względem liczby ludności, natomiast pod względem powierzchni na miejscu 32.).